# Loi du Maximum général
Pour les articles homonymes, voir Maximum.
La loi du Maximum général est une seconde loi française instituant le maximum décroissant du prix des grains à la suite des réticences des directoires de département à en appliquer une première. Elle est votée le 29 septembre 1793 par la Convention. Une première loi, votée le 4 mai 1793, avait établi la taxation du prix des grains par chaque administration de département pour son ressort en fonction du prix moyen pendant les premiers mois de l'année, le recensement des stocks, avec des visites domiciliaires menées par les municipalités, et un droit de réquisition des districts pour approvisionner les marchés de leur circonscription.

## Mesures précédentes
Dès le 27 septembre 1792, la Commune de Paris avait fixé un prix de vente maximum autorisé, un maximum des prix de certains des produits qui pouvaient être vendus dans la ville. Le 4 mai 1793, la Convention étendit à l’ensemble du pays, avec la « loi du Maximum », le maximum sur les grains et les farines.
Le 26 juillet 1793, la Convention vota, sur le rapport de Collot d’Herbois, un décret contre les accapareurs des denrées et marchandises de première nécessité, menaçant ceux-ci de la peine de mort et de la confiscation des biens. Le 19 août, le maximum fut étendu aux combustibles. Le 11 septembre, le prix du grain taxé fut unifié dans toute la France à 14 livres le quintal, plus les frais de transport.

## La loi du 29 septembre 1793
Confrontés à la crise des subsistances, plus ou moins constante sous la Révolution, et à la hausse vertigineuse des prix provoquée par des spéculateurs alimentaires (pénurie par stockage avant revente) et de la dépréciation des assignats, les sans-culottes parisiens, emmenés par les Enragés et les Hébertistes, imposèrent à la Convention nationale une nouvelle loi, qui fixait également des maxima pour les prix de 39 articles, viande fraîche, viande salée, lard, beurre, huile douce, bétail, poisson salé, vin, eau-de-vie, vinaigre, cidre, bière, bois de chauffage, charbon, chandelle, huile à brûler, sel, soude, savon, potasse, sucre, miel, papier blanc, cuirs, fers, fonte, plomb, acier, cuivre, chanvre, lin, laines, étoffes de toile, matières premières nécessaires aux fabriques, sabots, souliers, colza, chou-rave et tabac et bloquait les salaires pour tenter de remédier à la disette qui sévit dans la France révolutionnaire assiégée.
Variable selon les régions, le prix maximum pour les denrées de première nécessité était en général supérieur d’un tiers aux prix courants de 1790. Quant au maximum des salaires, il était de moitié supérieur au niveau moyen de 1790. D’après la loi, toute personne vendant ou achetant au-delà du maximum pouvait être frappée d’une amende et son nom inscrit sur la liste des suspects.
Le 27 octobre 1793, le maximum par département fut remplacé par un maximum national uniforme et des prix à la production et non à la consommation. Le tarif de production était fixé aux prix de 1790 augmentés de 33 %, d'un bénéfice de 5 %, de 10 % pour la marge du détaillant et d'une somme fixe par lieue pour frais de transport. Les résultats de cette immense enquête ont été présentés le 21 février 1794 à la Convention et firent l'objet d'un décret du 4 ventôse an II (22 février 1794),. Les prix indiqués sur les tableaux publiés à Paris, le 21 mars 1794, étaient de l'ordre du quart des prix réels. Cette réglementation complexe ne fut pas appliquée.

## Les conséquences de la loi
Cette tentative d’économie dirigée, après celle du dirigiste Colbert, de la part de ce gouvernement produisit des effets contraires aux résultats escomptés. Les paysans se mettant à dissimuler leurs récoltes pour ne pas avoir à les vendre à perte et les spéculateurs se précipitant pour acquérir tout ce qu’ils pouvaient, il en résulta une pénurie sans précédent aggravée par le fait que le blocage des salaires était, quant à lui, beaucoup plus facile à faire appliquer. Un rationnement fut organisé dans certaines villes, ainsi qu’un système de dénonciation. La Convention prit des mesures draconiennes pour imposer le commerce en assignats, garants de ses finances.
De fait, cette taxation ne s'appliqua qu'au blé et permit l'approvisionnement de l'armée et des grandes villes soit environ 2 millions d'habitants en pain de qualité médiocre à prix abordables par la contrainte de réquisitions armées qui appauvrirent certaines campagnes:267.
La tentative de la Convention d'appliquer à tout prix la loi du Maximum général par la répression en emprisonnant et en guillotinant les contrevenants et opposants contribua à en faire, avec la guillotine et l’assignat, un des symboles honnis de la Terreur. La loi du Maximum général provoqua un mécontentement populaire qui fut un des facteurs de l’échec de l’insurrection de la Commune de Paris, le 9 Thermidor.

## L'abandon
Dans le cadre de la réaction thermidorienne, qui voit la victoire des libéraux sur les Montagnards de l'an III et un retour vers la liberté économique, entre août et décembre 1794, la Convention vota, le 24 décembre 1794, un décret qui abolit le maximum sur les denrées. Cette mesure permit un renouveau du commerce extérieur mais contribua, par sa brusquerie, à une envolée des prix, une augmentation de la mortalité et, avec la chute de la valeur des assignats (elle-même due à une hausse vertigineuse des émissions), à la banqueroute monétaire.
Cette mesure économique eut un effet inattendu mais heureux pour les historiens : recensant les denrées en circulation dans la France révolutionnaire, les « tableaux des maximums » dressés à cette occasion constituent une ressource inestimable pour les historiens de la gastronomie dans l’inventaire du patrimoine culinaire de la France.